# Singapore Cup 2007
Der Singapore Cup 2007, aus Sponsorengründen auch als  RHB Singapore Cup bekannt, war die 10. Austragung des Fußball-Pokalwettbewerbs für singapurische Vereinsmannschaften und geladene Mannschaften. In dieser Saison nahmen insgesamt 16 Mannschaften teil. Titelverteidiger waren die Tampines Rovers.

## Teilnehmer
Insgesamt nahmen 16 Mannschaften teil, 13 Vereine aus der S. League sowie drei eingeladene Vereine aus Thailand und Kambodscha.
| S. League 13 Vereine der S. League | Eingeladene Vereine                                                           |
| - Albirex Niigata (Singapur) - Balestier Khalsa - Brunei DPMM FC - Geylang United - Gombak United - Home United - Liaoning Guangyuan FC - Sengkang Punggol FC - Singapore Armed Forces FC - Super Reds - Tampines Rovers - Woodlands Wellington - Young Lions | Aus Thailand - Bangkok University - Chonburi FC Aus Kambodscha - Khmer Empire |

## Vorrunde
| Datum          |                            | Ergebnis  |                           |
| -------------- | -------------------------- | --------- | ------------------------- |
| 29. April 2007 | Albirex Niigata (Singapur) | 0:1       | Bangkok University        |
| 30. April 2007 | Gombak United              | 2:1 n. V. | Young Lions               |
| 1. Mai 2007    | Sengkang Punggol FC        | 4:3       | Khmer Empire              |
| 2. Mai 2007    | Balestier Khalsa           | 3:2       | Chonburi FC               |
| 3. Mai 2007    | Geylang United             | 0:2       | Singapore Armed Forces FC |
| 4. Mai 2007    | Liaoning Guangyuan FC      | 3:4       | Woodlands Wellington      |
| 6. Mai 2007    | Home United                | 2:0       | Super Reds                |
| 31. Mai 2007   | Tampines Rovers            | 1:0       | Brunei DPMM FC            |

## Viertelfinale
| Datum                  |                  | Gesamt |                           | Hinspiel | Rückspiel |
| ---------------------- | ---------------- | ------ | ------------------------- | -------- | --------- |
| 18. Juni/25. Juli 2007 | Home United      | 1:2    | Woodlands Wellington      | 0:1      | 1:1       |
| 19. Juni/23. Juli 2007 | Gombak United    | 5:9    | Singapore Armed Forces FC | 2:4      | 3:5       |
| 20. Juni/26. Juli 2007 | Tampines Rovers  | 5:2    | Sengkang Punggol FC       | 3:0      | 2:2       |
| 24./27. Juli 2007      | Balestier Khalsa | 2:2    | Bangkok University        | 1:3      | 1:0       |

## Halbfinale
| Datum                |                      | Gesamt |                           | Hinspiel | Rückspiel |
| -------------------- | -------------------- | ------ | ------------------------- | -------- | --------- |
| 15./Oktober 2007     | Tampines Rovers      | 2:1    | Bangkok University        | 2:0      | 0:1       |
| 16./19. Oktober 2007 | Woodlands Wellington | 4:7    | Singapore Armed Forces FC | 1:2      | 3:5       |

## Spiel um Platz 3
| Datum             |                      | Ergebnis |                    |
| ----------------- | -------------------- | -------- | ------------------ |
| 24. November 2007 | Woodlands Wellington | 0:1      | Bangkok University |

## Finale
| Datum             |                 | Ergebnis |                           |
| ----------------- | --------------- | -------- | ------------------------- |
| 25. November 2007 | Tampines Rovers | 3:4      | Singapore Armed Forces FC |

| Paarung  | Tampines Rovers – Singapore Armed Forces FC |
| Ergebnis | 3:4 (3:2) |
| Datum    | 25. November 2007 |
| Stadion  | Jalan Besar Stadium, Singapur |
| Tore     | 1:0 Noh Alam Shan (6.) 1:1 Therdsak Chaiman (18.) 2:1 Ridhuan Muhamad (23.) 2:2 Mustaqim Manzur (26.) 3:2 Peres (39.) 3:3 Aleksandar Đurić (62.) 3:4 Aleksandar Đurić (78.) |